# Großsee (Tauer)
Der Großsee ist ein Gletschersee in Brandenburg und liegt etwa 15 km westlich von Guben im Lieberoser Heide- und Schlaubegebiet am Ostrand des ehemaligen Truppenübungsplatzes Lieberoser Heide. Er gehört zum Naturpark Schlaubetal. In der Nähe vom Landschaftsschutzgebiet entstand bis 2024 der Cottbuser Ostsee.
An ihrem südlichsten Vorstoß formten hier die Gletscher der letzten Eiszeit eine Landschaft mit Hügeln und Seen, ausgedehnten Sandheiden und nährstoffarmen Heidemooren.
Der Großsee hat eine Fläche von ca. 31 ha und eine maximale Tiefe von ca. 9 m. Er gehört zu den in Brandenburg eher seltenen kalkarmen Weichwasserseen. Durch die schlechte Pufferung schwankt der pH-Wert vergleichsweise stark zwischen 6,8 und 8,8.
Der Großsee ist relativ nährstoffarm, die Wassertransparenzen sind mit Sichttiefen, die an der Badestelle während der Saison stets über 1,0 m liegen, recht hoch.
Wie bei vielen rein grundwassergespeisten Seen im Land Brandenburg und besonders denen in der niederschlagsarmen Lausitz ist der Seespiegel des Großsees in den vergangenen Jahrzehnten stark gesunken. Durch die Spiegelsenkung um fast 1,5 m ist insbesondere am Ostufer eine breite Fläche mit feinem weißem Sand trockengefallen, die im Sommer von Badenden genutzt wird. Die Badestelle wird entsprechend der Brandenburgischen Badegewässerverordnung vom Gesundheitsamt des Kreises überwacht.
Der See kann auf einem Wanderweg umrundet werden.
Die Ufervegetation, die früher aus einem fast geschlossenen Röhrichtgürtel bestand, ist dadurch fast völlig zurückgegangen. Am Westufer gibt es
eine weitere Badestelle.
Am Südostende liegt ein Campingplatz, im Norden grenzt die Siedlung Teerofen (Tauer) an den See.